# 루나: 더 실버 스타
《루나: 더 실버 스타》는 게임 아츠와 스튜디오 알렉스가 제작한 1992년 롤플레잉 비디오 게임이다. 메가 CD 플랫폼으로 개발됐으며 《루나》 시리즈의 첫 번째 작품이다. 일본서 1992년 6월 26일 처음 발매됐으며 북미 지역에선 워킹 디자인스가 현지화해 1993년 12월에 발매했다.
게임의 배경은 자연위성 '루나'로, 주인공 알렉스가 세계에 닥치는 재앙을 물리치기 위해 드래곤마스터가 되어 세상을 구하는 여정이 주 내용이다. 《루나: 더 실버 스타》는 당시 생소한 CD-ROM 포맷을 사용해 고음질 음악, 풀 모션 비디오, 목소리 연기 등 시청각적 요소들을 도입한 것이 특징이었다.
발매 당시 《루나: 더 실버 스타》는 상업적 및 비평적 성공을 거뒀으며 일본서 가장 많이 팔린 메가 CD 게임이 됐다. 1994년에 천 년 후의 이야기를 다룬 후속작 《루나: 이터널 블루》가 출시됐다. 이후 리메이크가 세 차례 발매됐는데, 1996년에 《루나: 실버 스타 스토리》, 2002년 《루나 레전드》, 그리고 2009년 《루나: 실버 스타 하모니》가 발매됐다.

## 반응
《루나: 더 실버 스타》는 일본서 추정 판매량이 10만 장이었다. 발매 첫 해만에 일본 메가 CD 기기 출하량만큼 판매됐다.

## 참조

### 주해
1. ↑  영어: Lunar: The Silver Star, 일본어: ルナ ザ・シルバースター